# Улус Мухша
Улус Мухша, или Наровчатское княжество (тат. Muxşa olısı, Мухша олысы) — административно-территориальная область Золотой Орды в XIV-XV веках, находившаяся в Сурско-Цнинском междуречье.

## История
В начале 1360-х годов власть над территорией улуса перешла к беку Тагаю после ослабления центральной власти в Золотой Орде. Около 1367/1368 годов улус был захвачен войсками Мамая. В 1395 году Мухша, центр улуса, была разорена Тамерланом, правителем Империи Тимуридов. В начале XV века улус пришёл в упадок, а его население в итоге стало одним из компонентов при формировании татарской народности.